# Сулікфаа
Сулікфаа або Ратнадхвадж Сінгха — цар Ахому від 1679 до 1681 року.

## Правління
Йому було лише чотирнадцять, коли Лалуксола Борпхукан, ахомський намісник у Ґувахаті й Нижньому Ассамі, звів його на престол після повалення попереднього царя Судоїфаа. Його правління позначилось звірствами Лалуксоли Борпхукана, який мав реальну владу у країні. Найвідомішим інцидентом тих часів стало завдання каліцтва принцам, які належали до Ахомської династії. Натомість один з ахомських принців, майбутній цар Супаатфаа, зумів врятуватись завдяки своїй дружині, яка відмовилась видати інформацію про місцезнаходження чоловіка. Коли, в результаті придворних інтриг, був убитий Лалуксола Борпхукан, на престол зійшов Супаатфаа. Сулікфаа був вигнаний до Нампура.